# Маслов Микола Вікторович

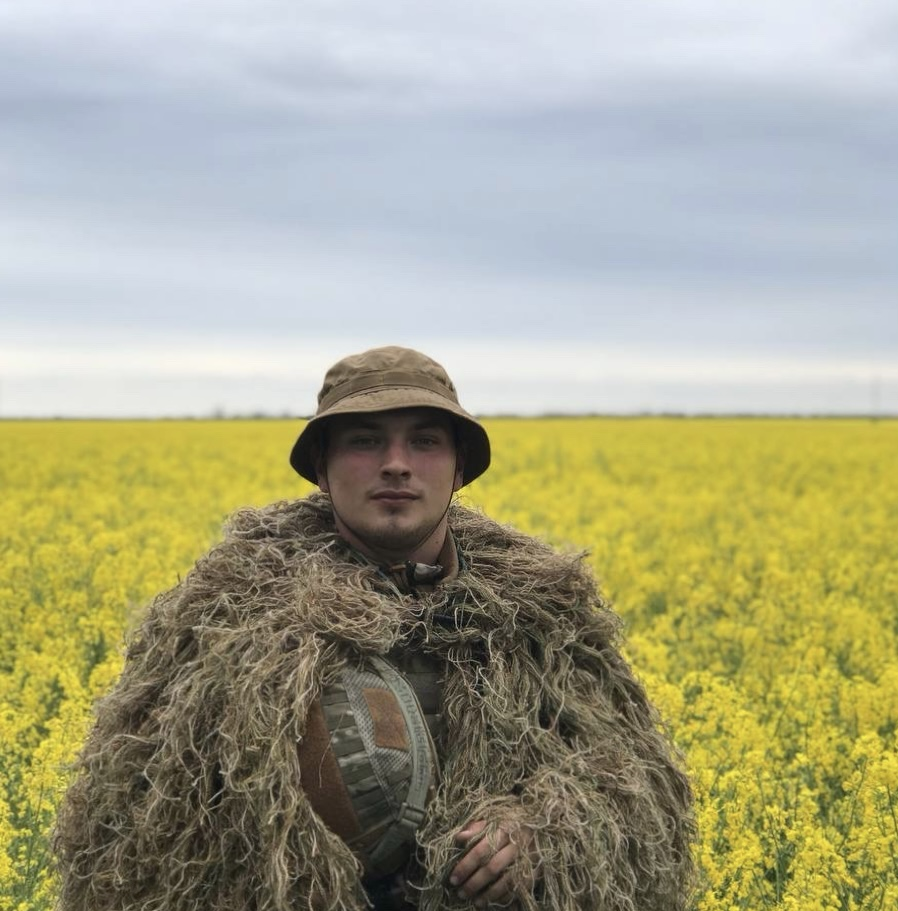
Маріупольський напрямок

Маслов Микола Вікторович — сержант окремого загону спеціального призначення "Азов", який відзначився під час російського вторгнення в Україну.

## Життєпис
Народився 27 листопада 1998 в місті Маріуполь, Донецька область, Україна. Навчався у Маріупольській школі №11. З дитинства займався дзюдо та кикбоксингом, був учасником міських змагань. У 2013 долучився до фанатського руху футбольного клубу "Металург" (Маріуполь). У 2018 році став до лав "Азову", де на той час перебували чимало його одноклубників. Брав участь у боях на Світлодарській дузі в складі артилерійського розрахунку. Одночасно з військовою службою продовжував навчання на заочній формі у Приазовському державному технічному університеті (ПДТУ). Під час оборони Маріуполя оскільки артилерії не було (вони стали піхотою), він командував групою хлопців, нищив техніку та постійно потрапляв у перестрілки, знищуючи ворога. Навіть під час найжорсткішого бомбардування Маріуполя, знайшов сили та можливість забрати рідних у безпечне місце, один з бункерів заводу «Азовсталь». Отримав контузію, але продовжував обороняти рідну землю, а також не забував провідувати своїх сусідів, яким допомагав продуктами та медикаментами. Завдяки цьому вони вижили і були евакуйовані спільними силами ООН 3 травня 2022 року, як і його мати та бабуся . 

## Загибель
Загинув дорогою на позиції потрапивши зі своєю групою під ворожий артилерійський обстріл на 71-й день оборони Маріуполя. Нагороджений орденами «За мужність» III ступеня (17.05.2022, посмертно) та «За мужність» ІІ ступеня (28.07.2022, посмертно). Похорон відбувся 17 листопада .

## Нагороди
- орден «За мужність» II ступеня (28.07.2022) — за особисту мужність і самовіддані дії, виявлені у захисті державного суверенітету та територіальної цілісності України, вірність військовій присязі[2].
- орден «За мужність» III ступеня (17.05.2022) — за особисту мужність і самовіддані дії, виявлені у захисті державного суверенітету та територіальної цілісності України, вірність військовій присязі[3].